# Lucie Papineau (femme politique)
Pour les articles homonymes, voir Papineau.
Lucie Papineau (née le 19 novembre 1946 à Laval-des-Rapides)  est une femme politique québécoise et a été députée péquiste de la circonscription de Prévost à l'Assemblée nationale du Québec.

## Biographie

### Jeunesse et formation
Avant de se lancer en politique, Lucie Papineau a occupé de nombreux postes de soutien technique et administratif dans plusieurs entreprises, et ce, de 1964 à 1987. Elle a notamment été présidente et directrice générale du Bureau d'investigation Métropol, une agence de détectives privés, et première vice-présidente de Consultants Jéroboam, un cabinet-conseil en gestion des ressources humaines et en relations de travail, de 1988 à 1997.
Depuis 1987, elle est membre du Réseau des femmes d'affaires du Québec. De 1994 à 1995, elle est directrice régionale du secteur Saint-Jérôme métropolitain de l'Association des femmes d'affaires du Québec. Elle est également commissaire de la Commission de consultation sur le regroupement municipal pour la région des Laurentides en 1996, et membre du conseil d'administration et du conseil exécutif de la Société de développement industriel du Québec en 1996 et en 1997.

### Carrière politique
Elle a occupé de nombreuses fonctions au sein du Bloc Québécois et du Parti québécois de 1993 à 1996. 
Lucie Papineau a été élue à l'Assemblée nationale lors d'une élection partielle en 1997 dans la circonscription de Prévost à la suite du départ de Daniel Paillé.
De 1999 à 2001, elle a été whip adjointe du gouvernement. Elle a aussi occupé le poste de secrétaire d'État aux Régions-ressources et fut adjointe parlementaire au ministre d'État aux Régions en 2001-2002, avant de devenir ministre déléguée à l'Industrie et au Commerce dans le cabinet de Bernard Landry de 2002 à 2003.
Durant la 37e législature, elle a été porte-parole de l'opposition officielle en matière de sécurité publique. 
Elle est défaite en 2007. 
Elle est récipiendaire, en 2005, de la Médaille de l'Assemblée nationale.

### Vie après la politique
À partir de 2007, elle est présidente du conseil d'administration du Centre résidentiel communautaire Curé-Labelle, une maison de transition pour détenus en liberté provisoire. Elle est également membre du conseil d'administration de la Maison de soins palliatifs Rivière-du-Nord depuis 2007. En 2012, elle est présidente de la Fondation internationale Cultures à partager.
Elle est directrice du cabinet de la ministre de la Famille, Nicole Léger, du 1er octobre 2012 à mai 2013.